# Pont-sur-Yonne
Pont-sur-Yonne es una localidad y comuna francesa situada en la región de Borgoña, departamento de Yonne, en el distrito de Sens. Es el chef-lieu y mayor población del cantón de su nombre.

## Demografía
| 1 388 | 1 430 | 1 486 | 1 538 | 1 873 | 1 780 | 2 000 | 2 076 | 1 838 | 1 903 | 1 899 | 1 914 | 1 813 | 1 764 | 1 808 | 1 855 | 1 820 | 1 736 | 1 814 | 1 804 | 1 701 | 1 789 | 1 812 | 2 169 | 1 906 | 1 853 | 2 176 | 2 343 | 2 705 | 2 933 | 3 212 | 3 134 | 3 127 |
| Para los censos de 1962 a 1999 la población legal corresponde a la población sin duplicidades (Fuente: INSEE [Consultar]) |       |       |       |       |       |       |       |       |       |       |       |       |       |       |       |       |       |       |       |       |       |       |       |       |       |       |       |       |       |       |       |       |

Gráfico de la evolución de la población desde 1793

## Hermanamientos
- Morbach ( Alemania), desde 1969 y dentro del conjunto de hermanamientos entre municipios de Borgoña y Renania-Palatinado